# Merciful Release
La Merciful Release è una etichetta discografica fondata da Andrew Eldritch, frontman dei The Sisters of Mercy.
Come Eldritch ebbe modo di dire in una intervista, voleva a tutti i costi sentire se stesso alla radio. Quindi, lui e Gary Marx (chitarrista dei Sisters) registrarono, pubblicandolo col marchio "Merciful Release", il primo singolo della band chiamato Damage Done e, ne stamparono circa mille copie e, pare che le radio inglesi di allora lo passarono solamente una volta.
Durante i primi anni '80 fecero uscire vari singoli tramite questa casa, controllando anche il format e i loghi di stampa. Solitamente con una copertina nera con l'artwork al centro e il logo dell'etichetta sul retrocopertina. 
Nel 1984 la band firmò un contratto di distribuzione con la Warner Music Group, mantenendo tuttavia sempre il controllo della Merciful Release.